# Садху
Са́дху (санскр. साधु, IAST: sādhu) — термин, которым в индуизме и индийской культуре называют аскетов, святых и йогинов, более не стремящихся к осуществлению трёх целей жизни индуизма: камы (чувственных наслаждений), артхи (материального развития) и даже дхармы (долга). Садху полностью посвящает себя достижению мокши (освобождения) посредством медитации и познания Бога. Садху часто носят одежды цвета охры, которые символизируют отречение.

## Этимология
Санскритские термины IAST: sādhu («добродетельный человек») и IAST: sādhvī («добродетельная женщина») используются по отношению к личностям, которые отреклись от мира и сосредоточились на духовных практиках.
Слова происходят от санскритского корня IAST: sādh, который означает «достичь цели», «сделать прямым», или «возыметь силу над чем-то». Тот же самый корень используется в слове садхана (IAST: sādhana), которое означает «духовная практика».

## Садху в современной Индии

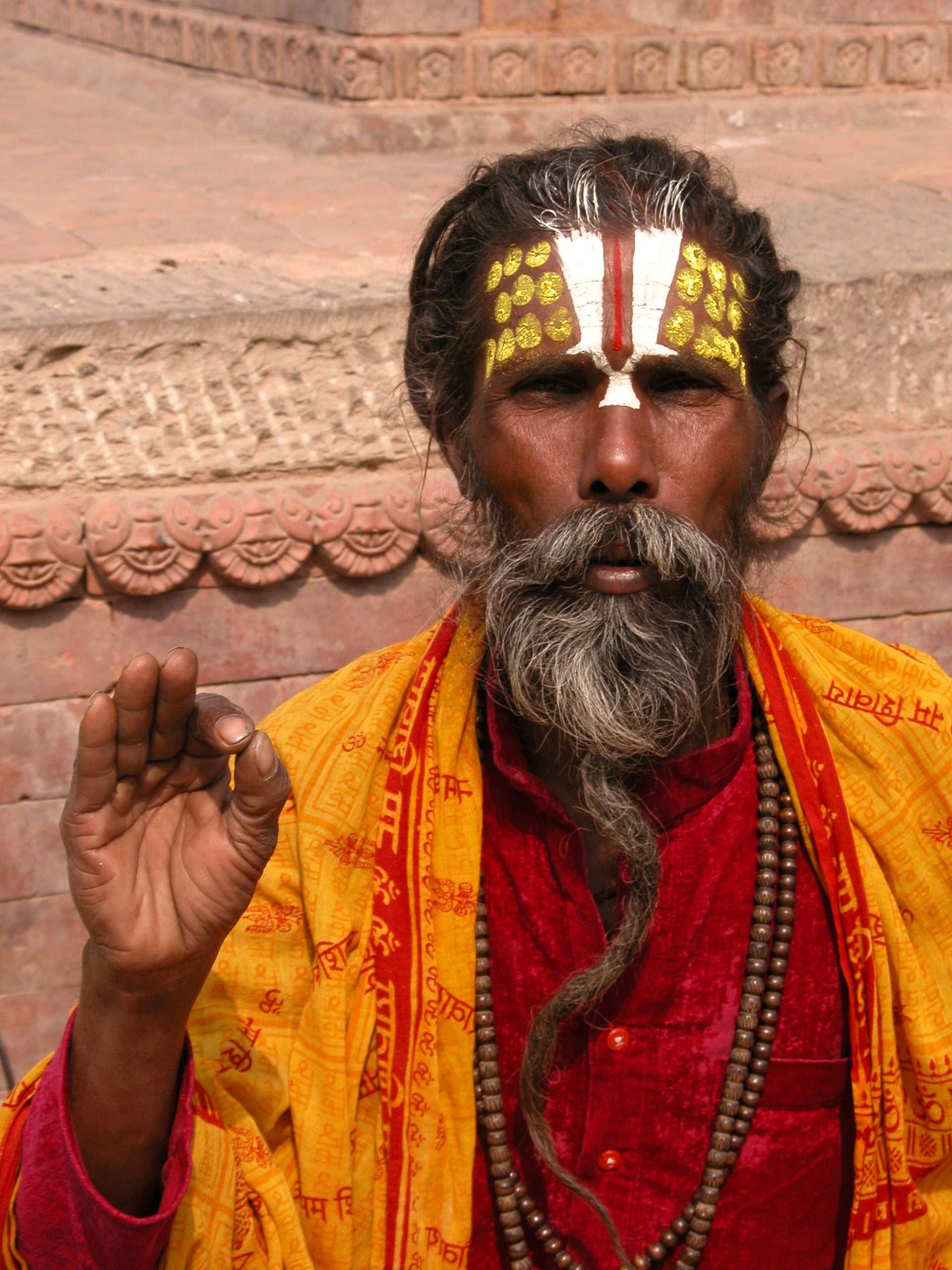
Садху в Катманду, Непал

Обычно садху — это монахи, отрёкшиеся от мира и отказавшиеся от материальных наслаждений. Они живут в пещерах, лесах или храмах по всей Индии.
Простые люди часто называют садху баба́. На многих индийских языках слово баба означает отец или дядя. Иногда к баба прибавляется уважительный суффикс джи — бабаджи.
По данным на 2007 год, в Индии насчитывалось от 4 до 5 млн садху. В современной Индии им оказывается большое уважение, люди почитают их за святость и часто боятся их проклятий. Считается, что своими аскетическими практиками (тапасом) садху сжигают как свою карму, так и карму общества в целом. Многие люди, видя в этом их пользу обществу, помогают им пожертвованиями. Почтительное отношение к садху, однако, не является в Индии повсеместным. Как в историческом, так и в современном контексте, на садху часто смотрели несколько неодобрительно, особенно в среде городского населения. На сегодняшний день, в особенности в популярных местах паломничества, многие нищие, притворяясь садху, зарабатывают таким образом себе на жизнь.
Натхи — йогины, преимущественно шиваиты, самый большой из йогических орденов.
Нага-бабы — это живущие обнажёнными садху с бородами и большими дредлоками.
Агхори — это категория садху, которые живут в компании с духами, часто на кладбищах, шмашанах. В индуизме существует огромное количество путей к Богу, путей духовного самовыражения, которым и следуют различные группы садху.

## Религиозные течения

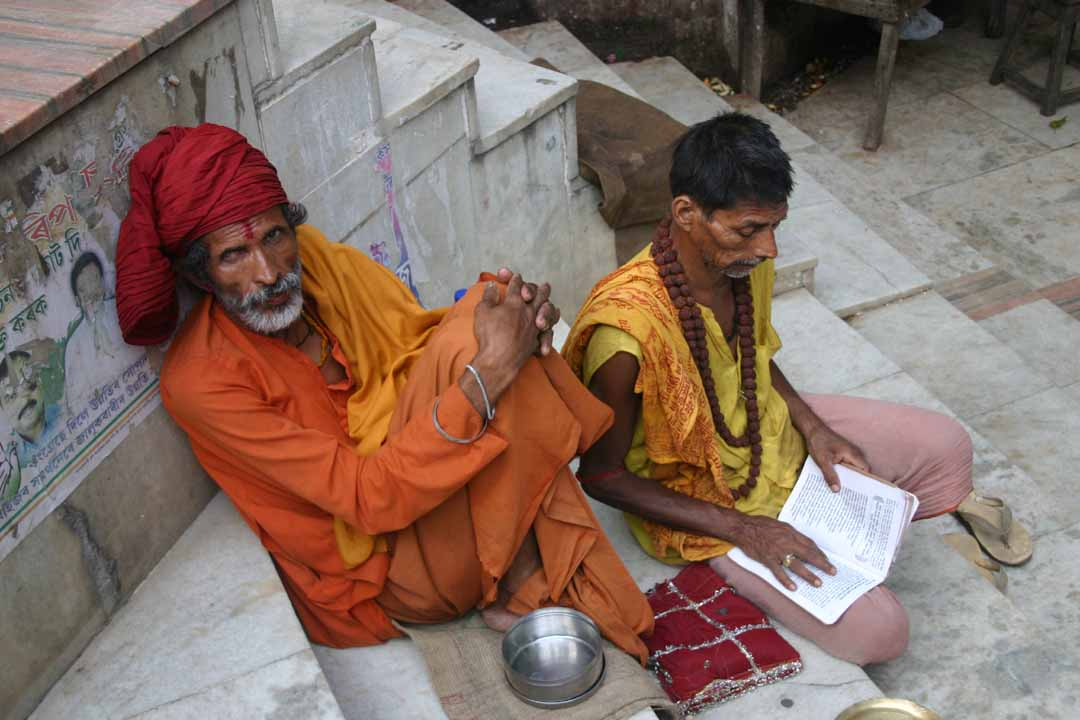
Садху со своим учеником в Ассаме, Индия

Садху вовлекаются в разного рода духовные практики. Одни практикуют суровые аскезы, а другие — сосредотачиваются на молитвах, повторении мантр или медитации.
Существует два основных течения среди общества садху: Садху-шиваиты — аскеты, посвящающие свою жизнь Шиве, и садху-вайшнавы — преданные Вишну и его аватарам, таким как Рама и Кришна. Малочисленной группой по сравнению с двумя другими являются садху-шакты, преданные богини Шакти, божественной женской энергии, женской ипостаси Бога. В этих основных течениях существует множество более мелких течений и групп, которые следуют определённым философским школам или традициям, сампрадаям.
Самая большая шиваитская сампрадая называется дашанами — «десять имён»; во время церемонии духовного посвящения, садху этой сампрадаи принимают одно из десяти имён. Считается, что эта шиваитская сампрадая была основана индуистским философом VIII века Шанкарой, хотя не имеется полной и достоверной информации о возникновении этой сампрадаи. Вайшнавская сампрадая садху с самым большим количеством последователей, одновременно являющаяся самой большой сампрадаей садху в современной Индии, — это Рамананди, которая, предположительно была основана средневековым учителем бхакти (преданности Богу) по имени Рамананда.

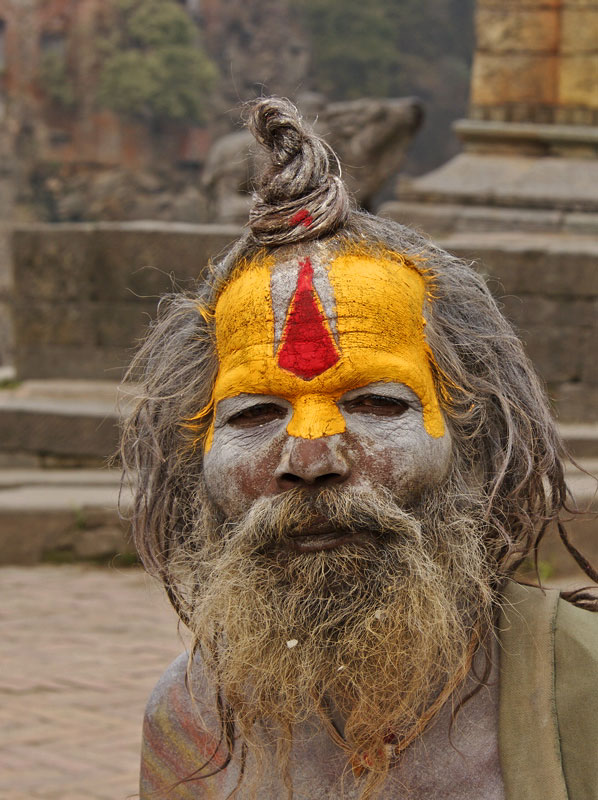
Нага садху в храме Пашупатинатха, Непал

Шиваитские садху известны как санньяси, или те, кто отвергли мирскую жизнь, тогда как вайшнавы называют себя вайраги или отречёнными. Данные термины отражают различные мировоззрения двух групп: философия шиваитского аскетизма и отречения, во многом, более сурова и радикальна, чем вайшнавская.
В мировоззрении шиваитских аскетов ключевую роль играет полное отвержение мира и посвящение себя достижению освобождения из круговорота сансары. В то время как вайшнавы предпочитают оставаться вовлечёнными в общество не-садху, осуществляя служение обществу из сострадания.
Хотя садху, как правило, оставляют свою касту после инициации, их происхождение оказывает влияние на те секты, в которые они вступают; определённые аскетические группы, такие как данди в группе дашанами, состоят в основном из брахманов по рождению, тогда как другие группы принимают в свои ряды членов любой касты.
Существуют также садху-женщины, которые известны как садхви. Часто, женщины, становящиеся на путь отречения, это вдовы, которые живут уединённой жизнью в аскетической обстановке. Многие почитают садхви как проявления Деви. В современной Индии ряд харизматичных садхви, такие как Шри Анандамайи Ма, прославились как религиозные учителя.

## Выбор стать садху
Садху становятся немногие. Принятие отречения является четвёртой стадией в жизни индуиста, после прохождения обучения как монах-послушник брахмачари, семейную жизнь грихастхи и стадию подготовки к отречению ванапрастхи.
Садху ведут трудный образ жизни. Считается, что садху умерли для себя и официально умерли для Индии как её граждане. Часто садху проходят через особый ритуал, во время которого присутствуют на своих собственных похоронах, после чего они принимают гуру и следуют за ним в течение многих лет, служа ему и перенимая необходимый опыт.
Хотя в классической санскритской литературе индуистской традиции, санньяса, или жизнь в отречении, описывается как четвёртая, конечная стадия жизни, последователи многих течений принимают отречение в юности. Индусы, выросшие в брахманических семьях, в большинстве случаев следуют традиционной системе и, перед тем как стать садху, живут как домохозяева, выращивая своих детей. В редких случаях индусы выбирают жизнь садху, пытаясь избавиться от тяжёлого семейного или финансового положения, оказавшегося для них непосильным.
Перед тем как быть принятыми в ряды садху, кандидаты часто проходят через определённые ритуалы, которые разнятся в зависимости от группы или течения. Обычно, садху получает духовное посвящение от гуру, который даёт ученику новое имя и определённую мантру, которую тот должен повторять как часть медитативной практики. Гуру играет крайне важную роль в аскетических традициях, обычно его почитают на одном уровне с Богом, и служение гуру, даже самое простое, рассматривается как важная духовная практика.

## Образ жизни

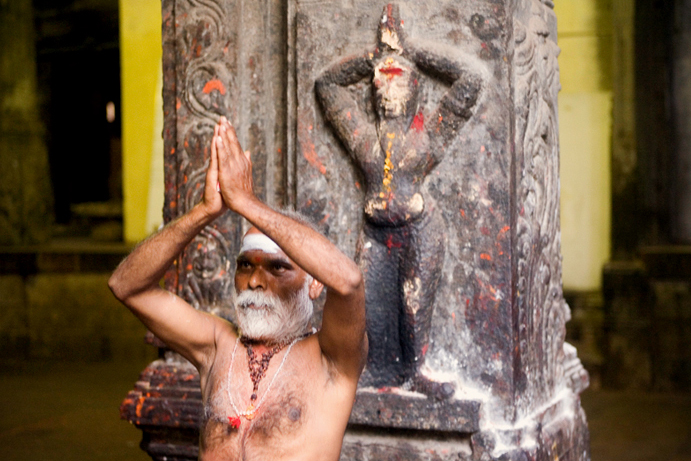
Садху совершает намасте в одном из храмов Мадурая, Тамил-Наду.

Крайняя аскетичность жизни садху удерживает многих от следования этому пути. Садху начинают день с обязательного утреннего омовения в холодных горных водах. После этого садху собираются вокруг священного огня и начинают свои ежедневные молитвы и медитацию.
Некоторые садху занимаются целительством, убирают сглаз и раздают благословения на свадьбах. Простым индуистам садху служат повседневным напоминанием о духовной жизни. Обычно садху разрешается бесплатный проезд на общественном транспорте.
Во время фестиваля Кумбха-мела, который проводится раз в три года в различных святых местах паломничества индуизма, огромное количество садху собираются вместе со всей Индии. В 2007 году Кумбха-мела состоялась в Нашике, Махараштра. Миллионы паломников участвуют в этом фестивале, который является самым большим собранием людей на земле.

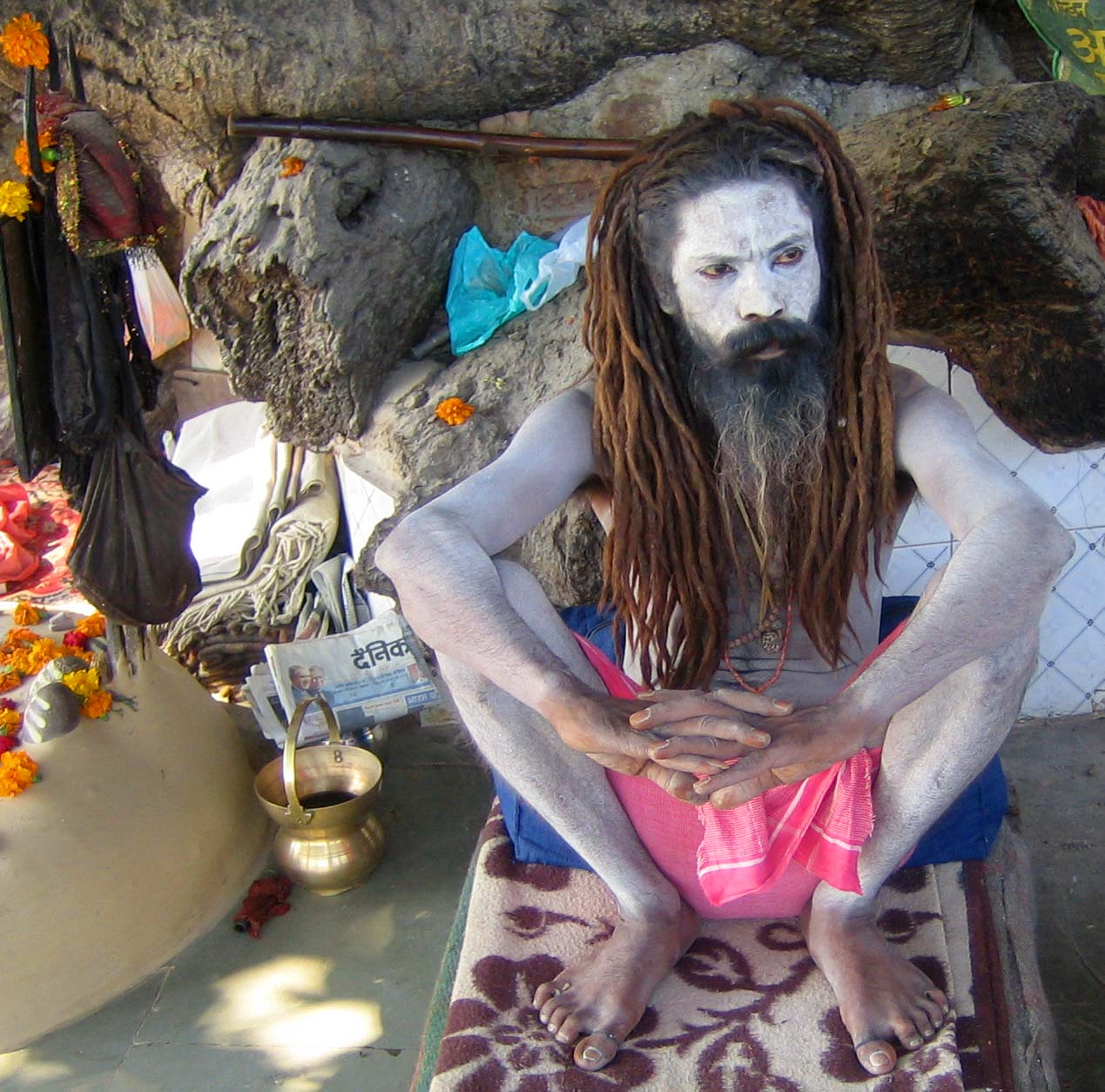
Садху в Харидваре, Индия

Садху живут в ашрамах и храмах в больших городах, в хижинах на окраинах деревень, и в пещерах в отдалённых от цивилизации местах в горах. Другие ведут жизнь постоянного паломничества, непрестанно переезжая из одного святого места в другое. Одни садху-гуру живут с одним или двумя учениками; другие — в уединении, или наоборот, в больших общинах. Для одних, играет большую роль отождествления себя как садху, братство с другими аскетами, тогда как другие не придают этому особого значения.
Строгость духовных практик, которыми занимаются современные садху, бывает разных уровней. Помимо очень немногих садху, занимающихся крайне суровыми аскезами — такими как стояние на одной ноге в течение многих лет или выполнение обета молчания в течение десятилетий — большинство садху занимаются простыми духовными практиками, такими как поклонение, хатха-йога, посты и т. п. Для многих садху употребление гашиша и других разновидностей конопли имеет религиозное значение. В частности, курением марихуаны садху традиционно встречают праздник Маха-Шиваратри.
Садху занимают особо важное место в индуистском обществе, в особенности в маленьких городах и деревнях, население которых более строго следует религиозным традициям. Садху дают религиозные наставления и благословляют простых людей, к садху часто обращаются за разрешением споров между отдельными людьми или семьями. Садху также рассматриваются как воплощение божественного, которые олицетворяют истинные ценности человеческой жизни согласно индуистскому мировоззрению: религиозное просветление и освобождение из круговорота рождения и смерти сансары.
Хотя некоторые группы садху имеют собственность, доходы от которой поддерживают их, большинство живут на пожертвования простых людей. Всё чаще повседневными реалиями жизни для многих садху является голод и глубокая нищета.

## Галерея

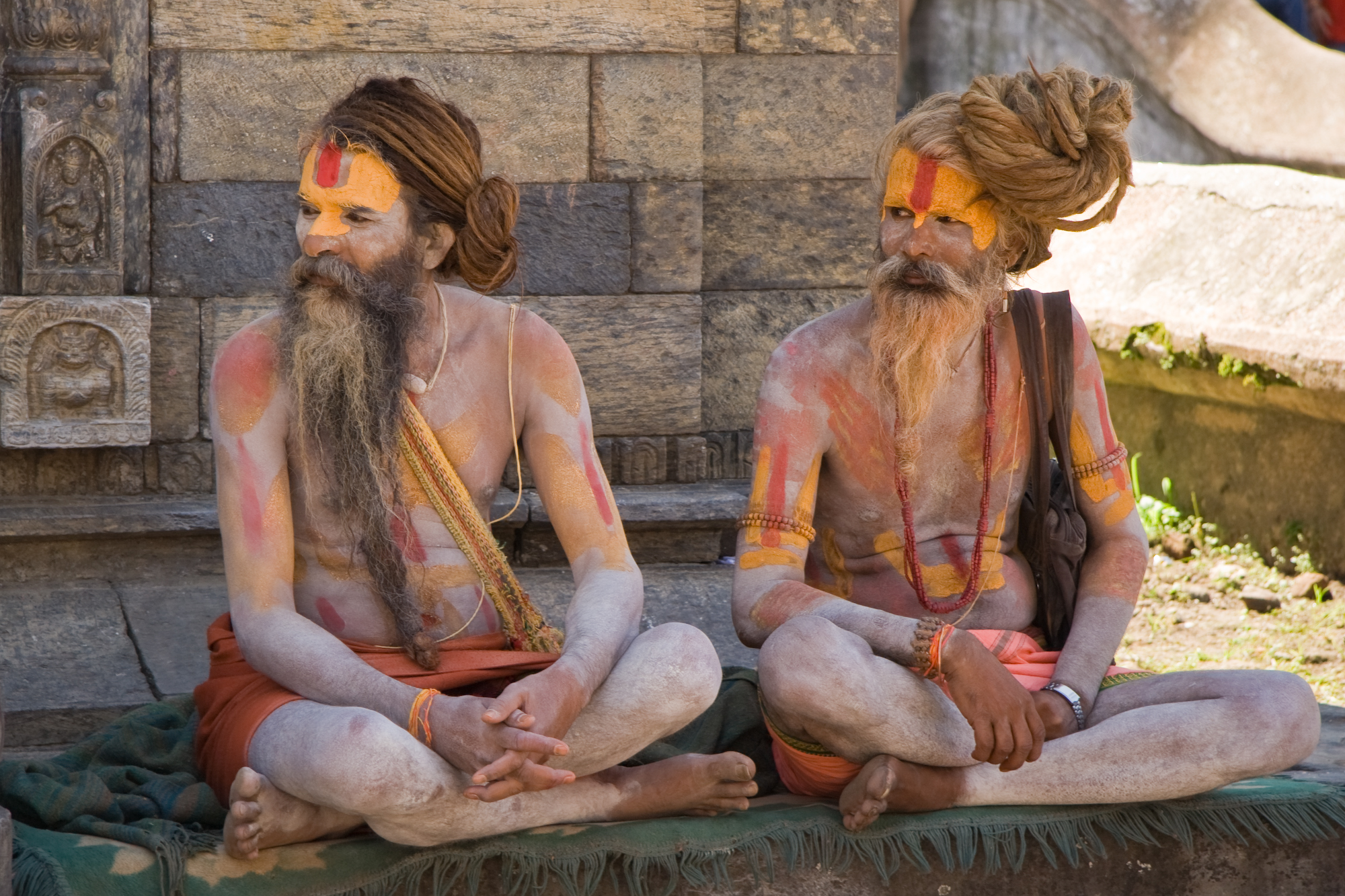
Двое садху около храма Пашупатинатха в Катманду, Непал
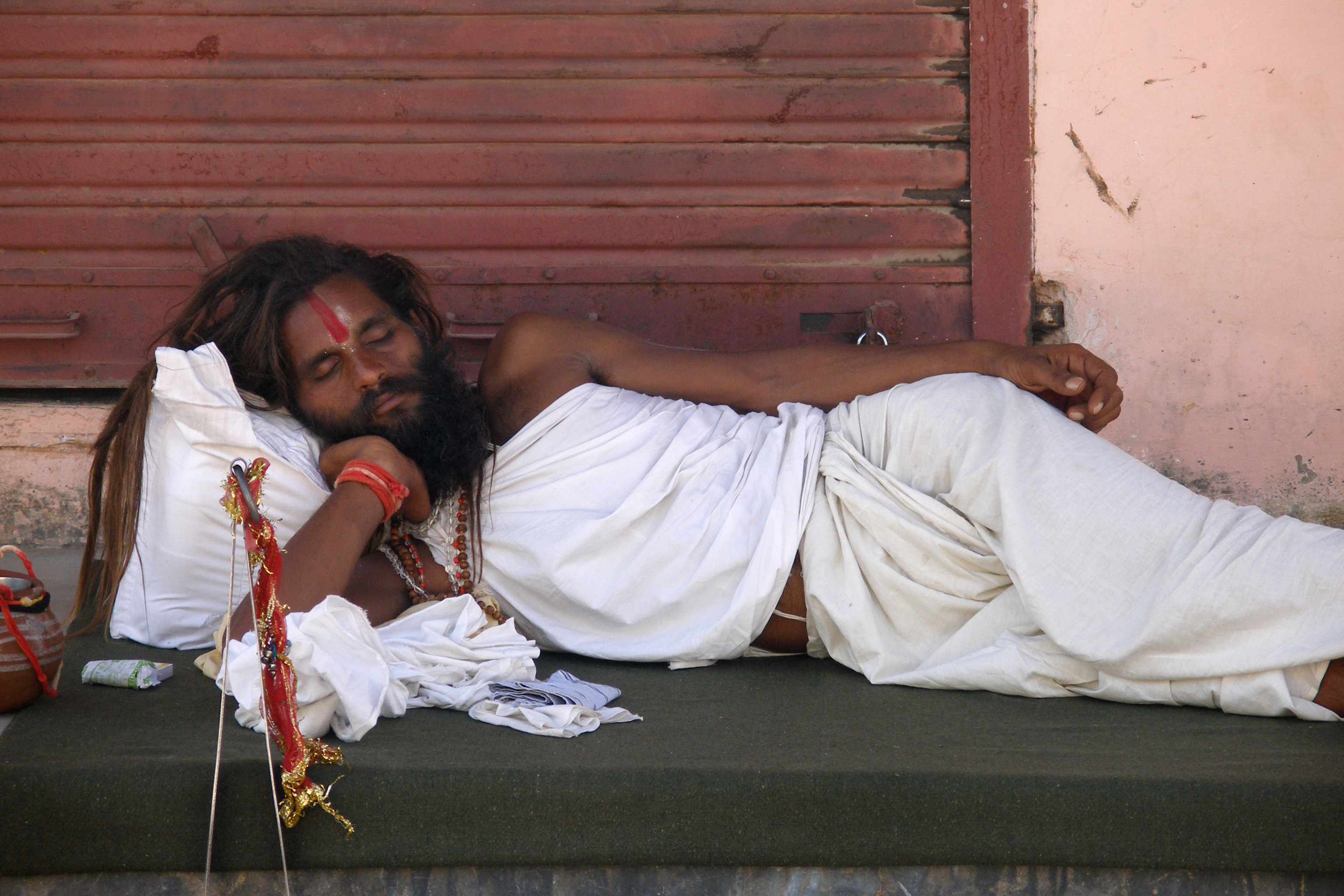
Садху в Пушкаре, Индия. Шиваистская символика.
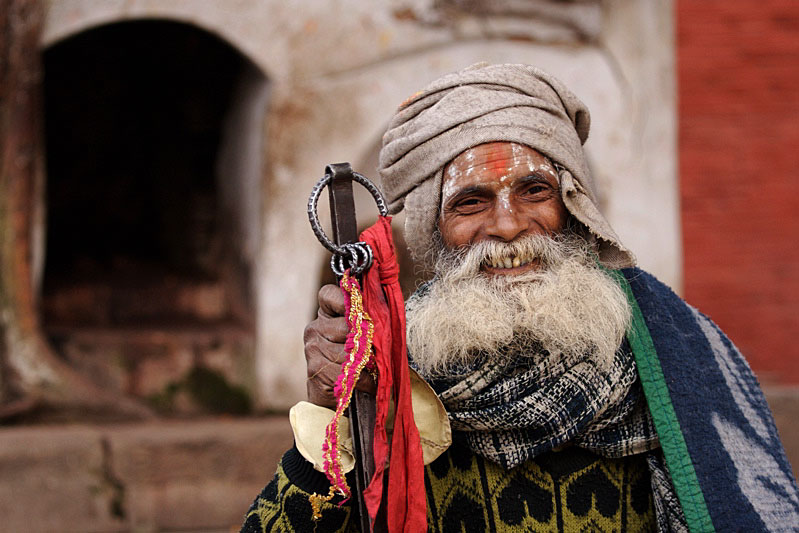
Садху в Катманду на площади Дурбар
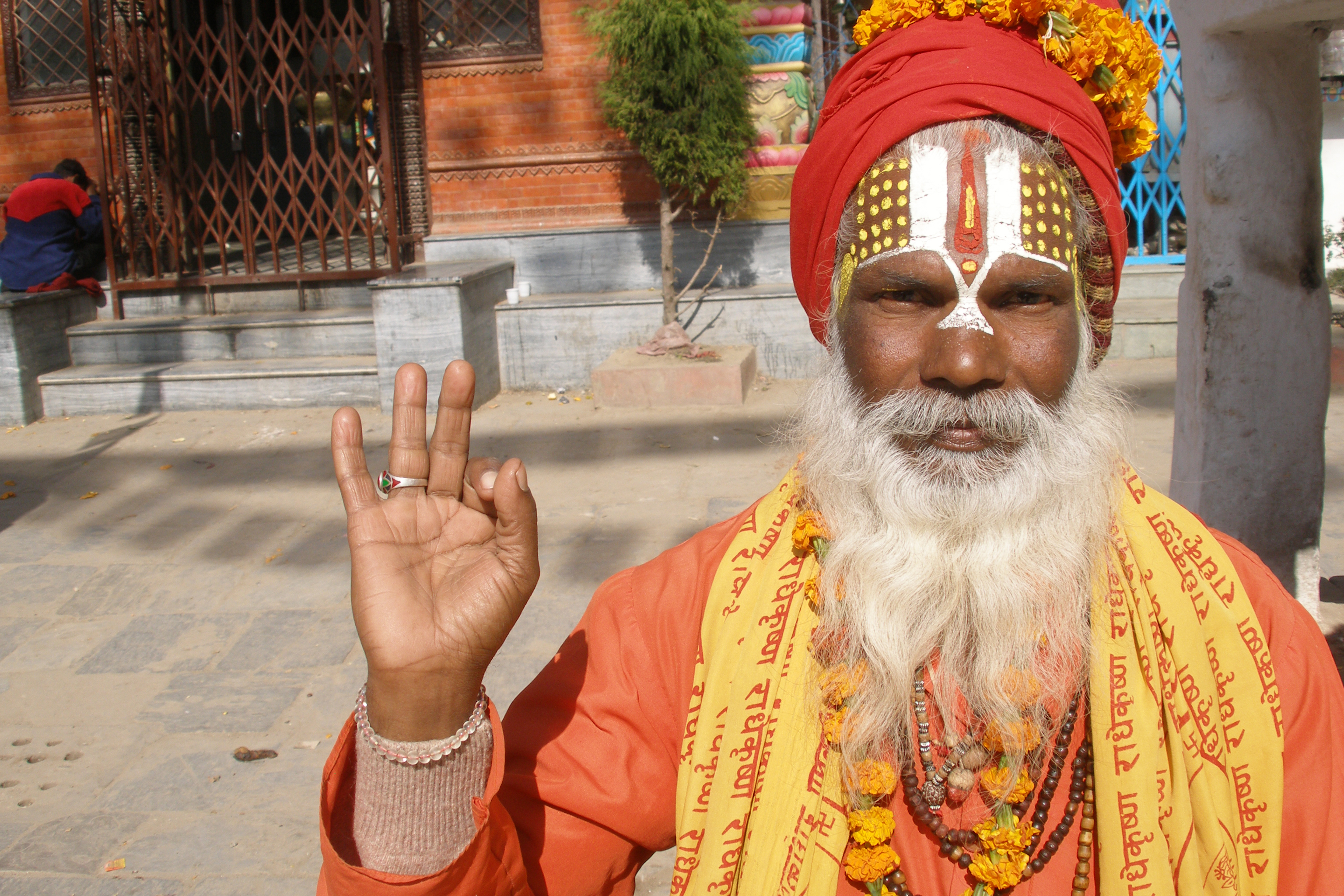
Садху в Каате Сваямбху, Катманду
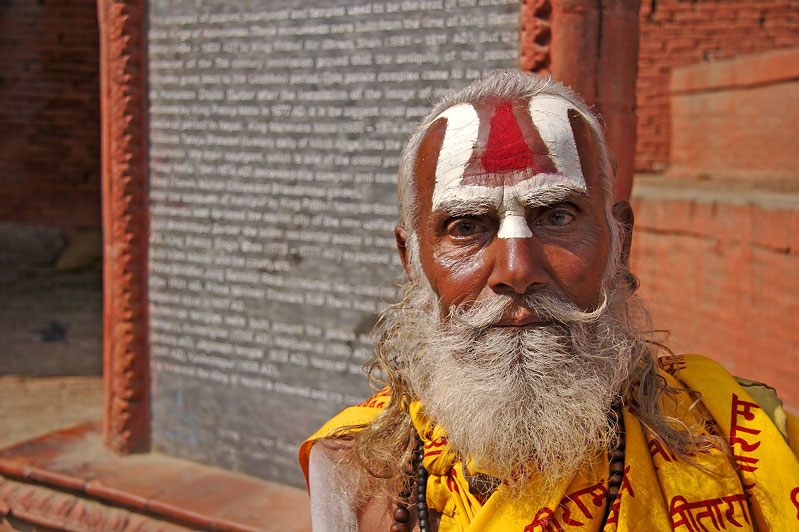
Садху в Катманду
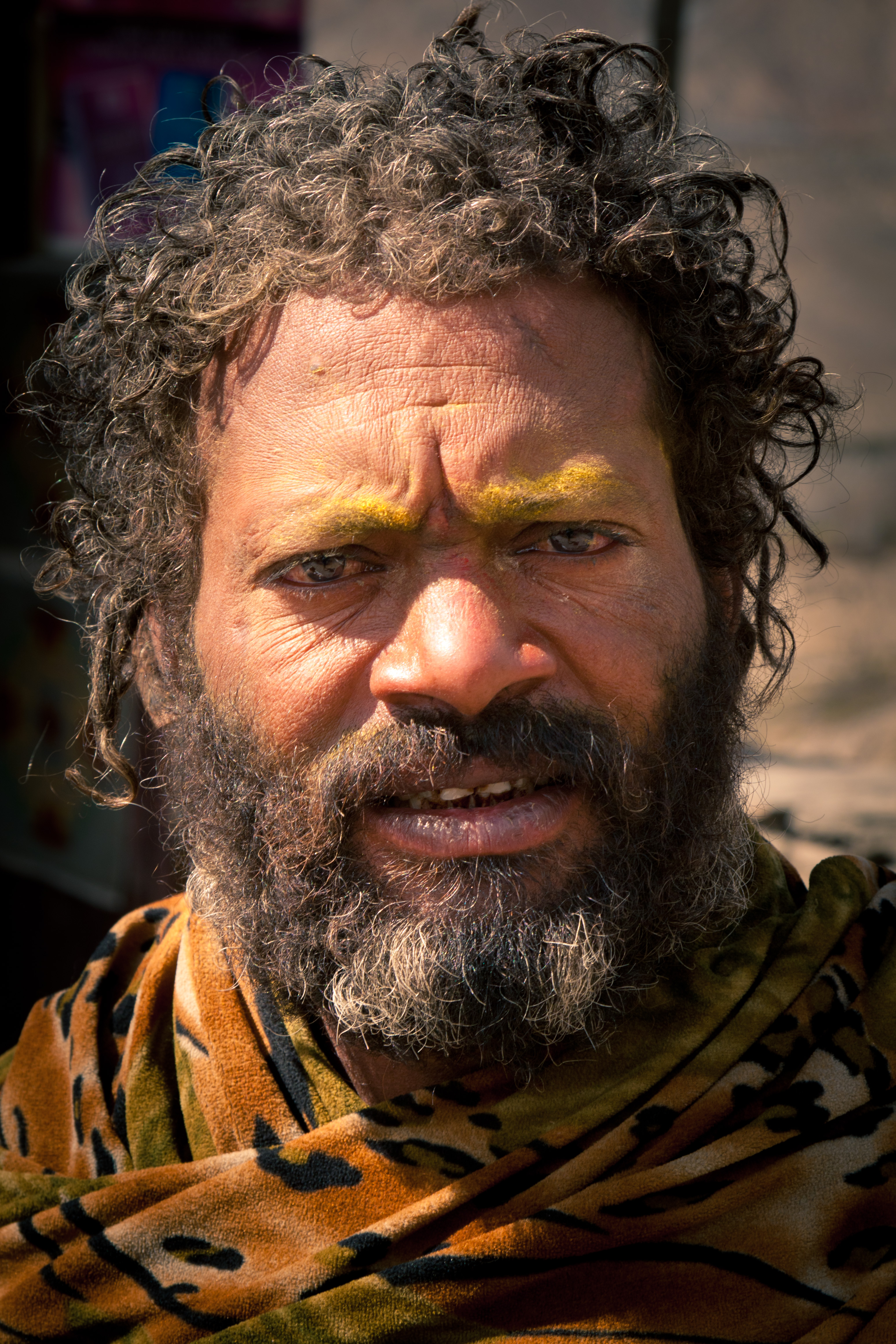
Садху в Муктинате, Непал